# Euryozius camachoi
Euryozius camachoi is een krabbensoort uit de familie van de Pseudoziidae. De wetenschappelijke naam van de soort is voor het eerst geldig gepubliceerd in 2002 door Ng & Liao.